# Pixie-bob
Pixie-Bob – rasa kotów pochodząca z USA. Swym wyglądem Pixie-bob przypomina północnoamerykańskiego rysia rudego.
Historia kotów tej rasy zaczyna się w 1985 roku w USA. Przypuszcza się, że pochodzi ze skrzyżowania dzikich rysiów z kotami domowymi.
Pixie-bob to kot średniej lub dużej wielkości i mocnej budowy, pręgowany z oznakami cętkowania; ma szeroko zaokrągloną głowę; głęboko osadzone oczy; zaokrąglone uszy, osadzone daleko; silne kończyny; krótki, zwężający się ku końcowi, zwisający ogon. Ma krótkie, grube futro, najczęściej w kolorze brązowym, choć zdarzają się inne odmiany barwne. Mimo że Pixie-bob wydaje się być kotem uległym, nie lubi dzielić domu z innymi zwierzętami.